# Bonaly Reservoir
Bonaly Reservoir är en reservoar i Storbritannien.   Den ligger i riksdelen Skottland, i den centrala delen av landet, 500 km norr om huvudstaden London. Bonaly Reservoir ligger 341 meter över havet.Trakten runt Bonaly Reservoir består i huvudsak av gräsmarker.